# Aeroportul Internațional Bamako-Sénou
Aeroportul Internațional Bamako-Sénou (în franceză Aéroport International Mobibo Keïta de Bamako Sénou) (IATA: BKO, ICAO: GABS) este un aeroport din Bamako⁠(d), Bamako Capital District⁠(d), Mali ce deservește zona Bamako. Aeroportul a fost tranzitat în 2017 de 686.431 de pasageri. A fost deschis în 1974 și numit după Modibo Keïta⁠(d).
Situat la o altitudine de 380 m, aeroportul dispune de 1 pistă. Este operat de Aéroports du Mali⁠(d).

## Infrastructură

### Piste
Aeroportul dispune de o singură pistă. Pista 06/24 are suprafața de asfalt și dimensiunile 3.180 m × 45 m. 